# Elatine hydropiper
Genre
Classification APG III (2009)
Statut de conservation UICN

 LC  : Préoccupation mineure
Elatine hydropiper, l'Élatine poivre-d'eau ou simplement Poivre d'eau, est une espèce de plantes à fleurs de la famille des Elatinaceae et du genre Elatine. C'est une plante herbacée aquatique annuelle.

## Étymologie
Hydropiper signifie « poivre d'eau », nom donné à la plante du fait de ses feuilles au goût très fort.

## Description

### Appareil végétatif
Cette plante annuelle mesure de 2 à 15 cm de hauteur ; sa tige est couchée, rameuse et radicante. Les feuilles opposées, ovales ou spatulées, sont longues au maximum de 5 mm, atténuées en pétiole ; le pétiole est de 1 à 3 fois plus long que le limbe.

### Appareil reproducteur
Les fleurs tétramères, axillaires, sont plus ou moins sessiles ; les pétales blanc rosé, longs d'environ 0,5 mm, égalent les sépales. Il y a huit étamines et quatre styles. Le fruit est une capsule subglobuleuse et comprimée. Les graines sont recourbées en fer à cheval. La floraison a lieu de juin à septembre.

## Habitat et écologie
L'élatine poivre-d'eau pousse sur les rives vaseuses, temporairement inondées, les berges exondées des mares, marais et fossés.

## Répartition
L'espèce a une répartition circumboréale, elle est donc commune à l'ensemble de l'hémisphère nord tempéré et froid.

## Synonymes

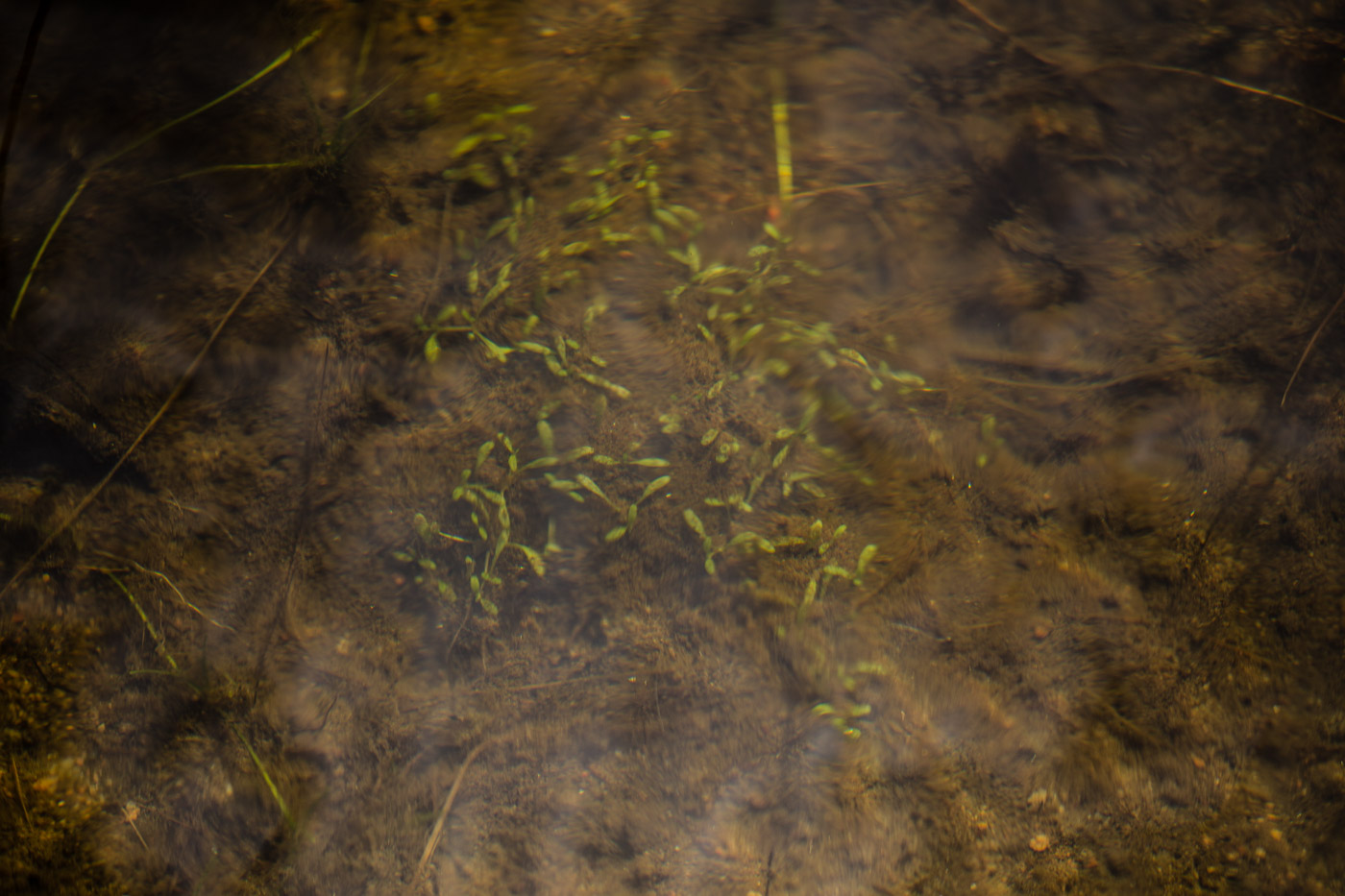
Pousses d'élatines poivre-d'eau.

- Alsinastrum gyrospermum (Fr.) Rupr.
- Alsinastrum octandrum Bub.
- Alsinastrum orthospermum (Düben) Rupr.
- Elatine conjugata Lam.
- Elatine gyrosperma (Fr.) E. H. L. Krause
- Elatine gyrosperma Düben ex Schmalh.
- Elatine hardyana Dum.
- Elatine hydropiper Schkuhr
- Elatine hydropiper subsp. orthosperma (Dueben) Fr.
- Elatine major A. Br.
- Elatine majuscula Dum.
- Elatine nodosa Arn.
- Elatine oederi Moesz
- Elatine orthosperma Düben
- Elatine serpillifolium Gilib.
- Elatine serpyllifolia S. F. Gray
- Elatine siphosperma Dum.
- Elatine spathulata Gorski
- Elatinella hydropiper (L.) Oplz
- Potamopitys hydropiper (L.) Kuntze
- Potamopitys major (A. Br.) Kuntze
- Rhizium curvum Dulac[3]